# Тадич, Борис
Бори́с Та́дич (серб. Борис Тадић; род. 15 января 1958, Сараево) — сербский государственный и политический деятель, председатель Демократической партии. Президент Сербии (2004—2012).

## Биография

### Ранние годы и происхождение
Родился в городе Сараево в семье преподавателя Белградского университета Любомира Тадича и врача-нейропсихиатра Невенки Тадич.

### Образование
Начальную и среднюю школу окончил в Белграде. Изучал социальную психологию в Белградском университете. Был преподавателем психологии в 1-й Белградской гимназии.

### Политическая деятельность
Основатель и первый директор Центра по развитию демократии.
Член Демократической партии с 1990 года. Председателем партии избран в 2004 году через год после убийства Зорана Джинджича.
После бульдозерной революции с ноября 2000 по июнь 2001 года в должности министра телекоммуникации входил в состав правительства Югославии. Также выполнял функции министра обороны в совете министров Сербии и Черногории.

### Во главе Сербии
Является сторонником европейской интеграции; один из ключевых пунктов его президентской программы — скорейшая интеграция Сербии в Евросоюз. Победил во втором туре президентских выборов в 2004 году, получив 53 % голосов, опередив националиста Томислава Николича. В должности президента Сербии сменил Предрага Марковича. В 2008 году в первом туре с небольшим перевесом проиграл президентские выборы Томиславу Николичу, однако одержал победу во втором туре, став президентом во второй раз.
4 апреля 2012 года объявил о досрочной отставке с поста президента Сербии. Формально сложил полномочия 5 апреля, после того как известил о своей отставке председателя Скупщины.

## Личная жизнь
Владеет английским, сербским и французским языками.
Был женат вторым браком, вторая жена — Татьяна Тадич (урождённая Родич) 1958 г.р., от второго брака имеет двух дочерей. Брак распался в 2019 году.

## Награды
- Орден Республики Сербской на ленте (2012, Республика Сербская, Босния и Герцеговина)[8]
- Европейская медаль толерантности (2012)
- Золотая медаль Парламента Греции (2010)[9]